# Système des trois piliers

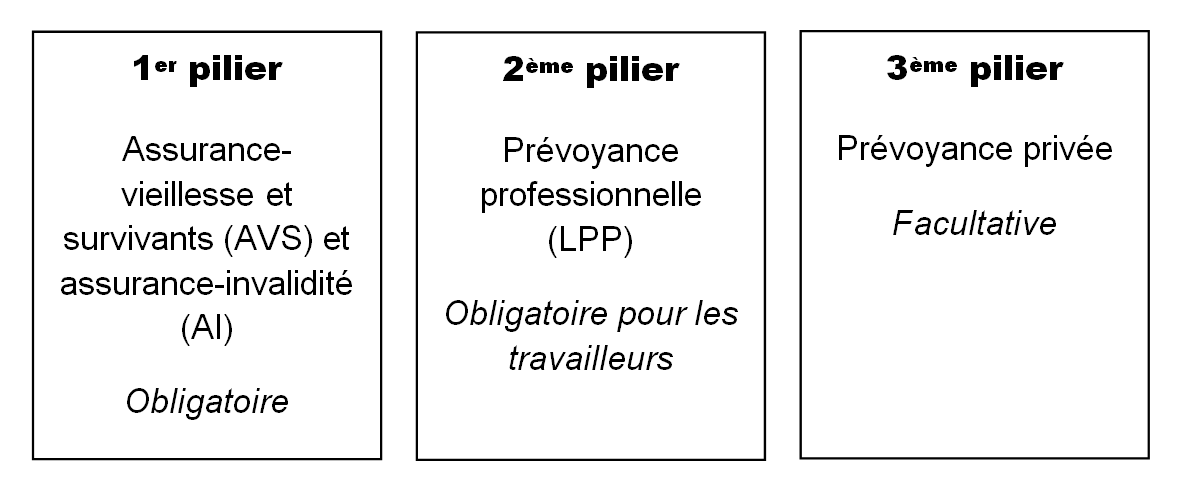
Le système des trois piliers.

En Suisse, le système des trois piliers est le système sur lequel repose la prévoyance vieillesse, survivants et invalidité. Défini dans la constitution, il repose sur les trois principes suivants :
- 1er pilier : l'assurance-vieillesse et survivants (AVS), qui permet de couvrir les besoins vitaux à la retraite ainsi que l'assurance-invalidité (AI), est garanti par l'État;
- 2e pilier : la prévoyance professionnelle, qui doit permettre aux assurés de maintenir leur niveau de vie antérieur[2] , est garanti par les employeurs;
- 3e pilier : la prévoyance individuelle, qui est basée sur l'épargne volontaire effectuée par les assurés, est donc à la charge des individus[3].

Les trois piliers sont issus d'une lutte politique entre une gauche qui voulait que l'État subvienne aux besoins des citoyens à la retraite tandis que les libéraux prônaient une responsabilisation des individus à travers l'épargne.

## Historique
La loi fédérale sur l'AVS est votée le 20 décembre 1946 et approuvée en votation populaire le 6 juillet 1947 par près de 80 % des voix. Son entrée en vigueur, le 1er janvier 1948, marque le début de ce qui sera plus tard le 1er pilier du système de prévoyance.
Opposées au renforcement de l'AVS (premier pilier géré par l'État), les assurances privées défendent l'idée d'un deuxième pilier obligatoire géré par les caisses de pensions privés et d'un troisième pilier individuel,.
Le Conseil fédéral reprend l'idée d'un système de prévoyance basé sur trois piliers en 1963-1964, lors de la sixième révision de l'AVS,,. Le 3 décembre 1972, le peuple et les cantons refusent l'initiative populaire « pour une véritable retraite populaire », mais acceptent un contre-projet direct qui inscrit le principe des trois piliers dans la Constitution.
La loi sur la prévoyance professionnelle (LPP), qui met en œuvre de façon obligatoire le deuxième pilier, entre en vigueur en 1985.
Selon le Monitoring UBS de la prévoyance 2019, au total, 57 % des personnes utilisent le pilier 3a. L’utilisation du pilier 3a a augmenté avant tout chez les plus jeunes.

## Description
Défini dans la constitution, il repose sur les trois principes suivants :
- 1er pilier : L'assurance-vieillesse et survivants (AVS), qui permet de couvrir les besoins vitaux à la retraite (qui se prend à l'âge de 65 ans pour les hommes et 64 ans pour les femmes, l’âge de référence des femmes sera relevé de 64 à 65 ans en quatre étapes. Avec une entrée en vigueur de la réforme le 1er janvier 2024[10]. Le 1er pilier se compose aussi de l'assurance-invalidité (AI)[11]. Le régime est obligatoire pour tous les salariés de plus de 20 ans. La cotisation est versée à parts égales entre l'employé et l'employeur, et s'élève à 10,1 % du salaire brut.

- 2e pilier : la prévoyance professionnelle, qui doit permettre aux assurés de maintenir leur niveau de vie antérieur[2]. Il concerne les employés dont les revenus annuels sont supérieurs à 21 510 CHF (limite 2021). Le taux de cotisation varie selon l'institution de prévoyance concernée, l'employeur étant obligé de verser au moins la moitié de la cotisation[12] ;
- 3e pilier : la prévoyance individuelle, basée sur l'épargne volontaire effectuée par les assurés, équivalent de l'assurance-vie française.
  - 3e pilier a (3a) : Les versements sont déductibles du revenu imposable dans la limite d’un plafond (en 2024: 7 056 CHF pour les travailleurs affiliés à une caisse de pension et 35 280 CHF pour les travailleurs non affiliés à une telle caisse[13] soit au maximum 20% du revenu net d'exploitation par année civile[14]). Il s’agit d’une forme de prévoyance liée, ce qui signifie que l’avoir n’est disponible qu’à certaines conditions. L’avoir du pilier 3a n’est pas soumis à l’impôt sur la fortune, et les revenus qu’il génère sont libres d’impôt sur le revenu et d’impôt anticipé.
  - 3e pilier b (3b) : prévoyance individuelle libre (ou « non liée ») ouverte à tous : les versements ne sont pas plafonnés. Mais le pilier 3b présente moins d’avantages fiscaux que le pilier 3a. Il est toutefois déductible dans les cantons de Genève dans les limites suivantes : Célibataire : 2 232.- Marié : 3 348.- Avec enfant : 913.- et de Fribourg Célibataire : 750.- Marié : 1 500.-[15]

| 1er pilier               | 1er pilier               | 2e pilier                     | 2e pilier                     | 3e pilier                   | 3e pilier                   |
| ------------------------ | ------------------------ | ----------------------------- | ----------------------------- | --------------------------- | --------------------------- |
| Prévoyance étatique      | Prévoyance étatique      | Prévoyance professionnelle    | Prévoyance professionnelle    | Prévoyance privée           | Prévoyance privée           |
| Obligatoire              | Obligatoire              | Obligatoire                   | Facultatif                    | Facultatif                  | Facultatif                  |
| AVS et AI                | PC                       | LPP et LAA                    | Prévoyance surobligatoire     | Liée (3a)                   | Libre (3b)                  |
| Responsabilité de l'État | Responsabilité de l'État | Responsabilité de l'employeur | Responsabilité de l'employeur | Responsabilité individuelle | Responsabilité individuelle |